# برج سانت جورج وارف
برج سانت جورج وارف (بالإنجليزية: St George Wharf Tower)‏ هو برج سكني يقع في حي فوكسهول في لندن بالمملكة المتحدة، يبلغ أرتفاع البرج 181 مترا وهو مؤلف من 50 طابقا، وهو يعد ثامن أعلى مبنى أرتفاعا في مدينة لندن.

## البناء
استغرق بناء البرج 4 سنوات وذلك خلال الفترة من مارس 2010 حتى يناير 2014 وهو يتألف من 50 طابقا وبارتفاع يبلغ 181 مترا. وقد أشرفت على بناء البرج شركة بروكفيلد مالتيليكس للمقاولات.

## الملاك
أغلب ملاك الشقق في البرج هم من الأجانب، والذين يمتلكون نحو 184 شقة من أصل 214 شقة في البرج، أسعار الشقق حينما طرحت لأول مرة تراوحت ما بين 580,000 إلى 51 مليون جنية إسترليني
وقد بيعت 128 شقة من شقق البرج بسعر يقل عن مليوني جنية إسترليني للشقة، في حين بيعت 73 شقة بسعر يتراوح مابين 2-3 مليون جنية إسترليني، وبيعت 4 شقق بقيمة تتراوح بين 5 إلى 10 ملايين جنيه، وفقط بيعت 4 شقق بأسعار تتجاوز 10 ملايين جنيه.
من أبرز ملاك البرج الملياردير الروسي أندريه غورييف والذي أشترى الشقة العلوية بالبرج والمؤلفة من 5 طوابق بقيمة 51 مليون جنيه إسترليني وكذلك رجل الأعمال الروسي فيتالي أورلوف والذي أشترى دور كامل بملغ 13 مليون جنيه إسترليني، وكذلك رجل الأعمال النيجيري والوزير السابق إبيتيمي بانيجو والذي أشترى شقة بقيمة 2.7 مليون جنيه إسترليني، وكذلك يتواجد ملاك أخرين من السعودية وقطر والإمارات والعراق والصين وماليزيا وسويسرا.

## صور

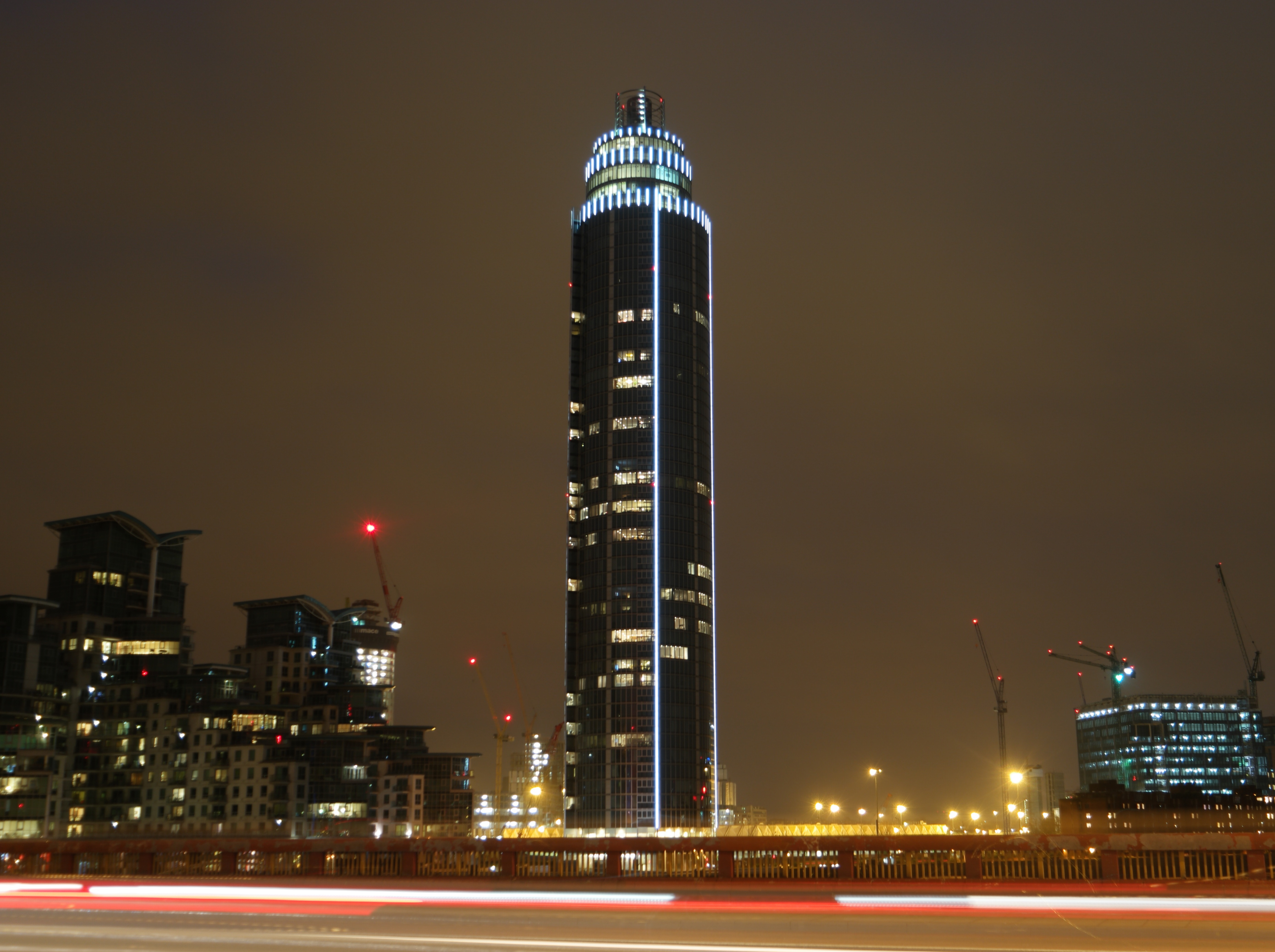
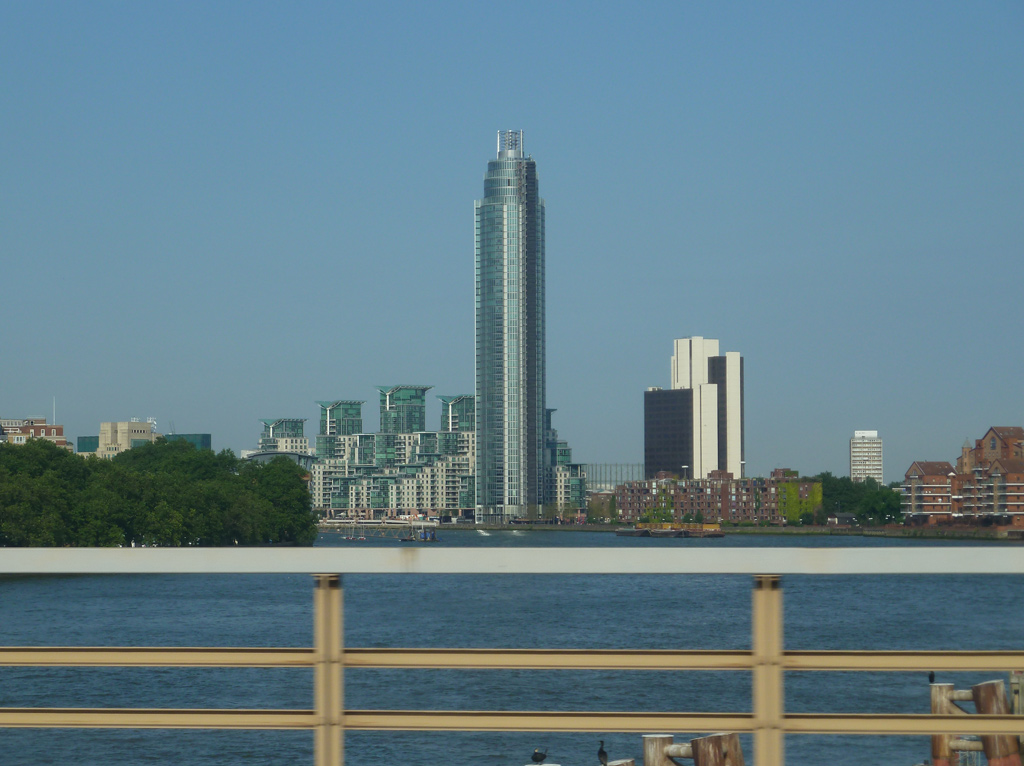